# Янішевський Василь
 Васи́ль Яніше́вський (1925, Прага — 16 лютого 2011, Торонто) — інженер, учений-дослідник, пластовий діяч.

## Біографія
Син Івана Янішевського. Після Другої світової війни живе в Канаді. В повоєнній Німеччині вчився в УТГІ (1947—1948), Технічній високій школі в Ганновері (1948—1950), в Торонтському університеті.

### Наукова діяльність
Від 1952 року інструктор, викладач (1959—1962), а від 1970 року професор і керівник департаменту Торонтського університету.
Автор низки наукових розвідок з питань енергетики, член спеціалізованих інститутів у ділянці електроніки.
Дійсний член УВАН, НТШ, Українського технічного товариства.
Як всесвітньо-відомий інженер-спеціаліст у ділянці електроенерґетичних систем та високої напруги заініціював міжнародну співпрацю інженерів-науковців України та Канади і був вшанований з нагоди 100-ліття Національного Технічного Університету України званням Почесного Доктора Київського Політехнічного Інституту (1998).

### Громадська діяльність
- Співзасновник і перший голова Українсько-Канадського Дослідчо-Документального Центру в Торонто.
- Організатор створення першого документального фільму про Великий Голодомор в Україні, який привабив до цього питання світову увагу.
- Організатор створення англомовного фільму про Україну в Другій Світовій Війні («Between Hitler and Stalin — the Untold Story»).
- Організатор пересувної виставки «Freedom Had a Price» про інтернування українців в Канаді під час Першої світової війни.

### Діяльність у Пласті
Пластуном став 1935 року на Закарпатті, член куреня «Лісові Чорти». Пластував в Німеччині та більшість життя в Канаді.
- Пластовий виховник
- Голова Крайової Пластової Старшини Канади (1968—1972)
- Член Головної Пластової Булави (1976—1980)
- Член Крайової Пластової Ради Канади (1983—1984)
- Голова Головної Пластової Булави (1984—1988)